# 幸福のノクターン
「幸福のノクターン」（原題： That's the Way I've Always Heard It Should Be）は、カーリー・サイモンが1971年に発表したデビュー・シングル。

## 概要
カーリー・サイモンは1968年にバークシャー地方で行われたサマーキャンプにカウンセラーとして参加。そこで同じくカウンセラーを務めたジャーナリストのジェイコブ・ブラックマンと意気投合し、二人は友人同士になった。サイモンは1970年にエレクトラ・レコードと契約。アルバムを制作することとなる。
本作品はブラックマンが主に詞を書いた。両親の悲惨な結婚、友人たちの怒号にあけくれる家庭生活、夫から受けた暴力の傷跡を子供に隠す母親などが描かれる。語り手は「いい夢を見なさいという母の声は今も耳に残っているけれど／私はもう夢の見方を忘れてしまった」と歌う。「幸福のノクターン」という邦題とはかけ離れた内容であり、曲のテーマは男性上位社会に対する異議申し立てである。この詞にサイモンがガブリエル・フォーレ風のクラシック音楽に似たメロディをつけた。
エディ・クレイマーのプロデュースの下、ニューヨークのエレクトリック・レディ・スタジオで録音された。ストリングスの編曲はエド・フリーマンが行った。1971年2月発売のファースト・アルバム『Carly Simon』に収録され、3月にシングルカットされた。B面は「ひとりぼっち」。
ビルボード・Hot 100の10位、イージーリスニング・チャートの6位を記録し、ビルボードの1971年の年間チャートで47位を記録した。そして1972年3月に開かれた第14回グラミー賞で「幸福のノクターン」は最優秀女性ポップ・ヴォーカル・パフォーマンス賞にノミネートされた。のちになってサイモンはこう述べている。「この曲を書いたときは好き合った者同士が別れるなんてそうそうあるものじゃないと思ってたけど、友だちはみんな離婚してしまった」
ニューヨークのセントラル・パークのウォールマン・リンクでは、1967年から1976年にかけて毎年夏に音楽祭「Schaefer Music Festival」が開催されていた。ABCテレビは『Good Vibrations From Central Park』というタイトルで1971年のイベントを放送しているが、同年のイベントでサイモンが「幸福のノクターン」と「アンティシペイション」を披露した映像が残っている。

## カバー・バージョン
- アニタ・ブライアント - 1972年のアルバム『Naturally』に収録。
- サラ・ヴォーン - 1972年のアルバム『A Time in My Life』に収録。
- クローダ・ロジャース - 1973年のアルバム『You Are My Music』に収録。
- ルー・ボンド - 1974年のアルバム『Lou Bond』に収録。
- マリア・フリードマン - 2004年のライブ・アルバム『Live』に収録。
- メレディス・ブラウン - 2017年のアルバム『When Love Is Gone』に収録。